# OpenAI
OpenAI – amerykańskie laboratorium badawcze założone w 2015 roku, specjalizujące się w dziedzinie sztucznej inteligencji. Organizacja składa się z dwóch części: OpenAI Incorporated (non-profit) oraz OpenAI Limited Partnership (spółka-córka, działająca w celach komercyjnych). Celem badań prowadzonych przez OpenAI jest promowanie i rozwijanie ogólnej sztucznej inteligencji przyjaznej dla człowieka.

## Historia

### 2015–2018 OpenAI non-profit
W grudniu 2015, w San Francisco, ogłoszono założenie OpenAI non-profit. Grupę inwestorów – założycieli stanowili: Sam Altman, Greg Brockman, Reid Hoffman, Jessica Livingston, Peter Thiel, Elon Musk, Amazon Web Services (AWS), Infosys i YC Research, którzy zadeklarowali wpłatę łącznej kwoty 1 miliarda dolarów amerykańskich na założenie organizacji. Do inwestorów dołączyła grupa dziewięciu światowej klasy naukowców – założycieli: Ilya Sutskever, Greg Brockman, Trevor Blackwell, Vicki Cheung, Andrej Karpathy, Durk Kingma, John Schulman, Pamela Vagata i Wojciech Zaremba.
W grupie doradców znaleźli się: Pieter Abbeel, Yoshua Bengio, Alan Kay, Sergey Levine i Vishal Sikka. Na czele grupy kreatorów przedsięwzięcia stanęli Sam Altman i Elon Musk. Z deklaracji twórców OpenAI zawartej na stronie: „Naszym celem jest rozwój cyfrowej inteligencji w sposób, który z największym prawdopodobieństwem przyniesie korzyści całej ludzkości, bez konieczności generowania zysków finansowych. Uważamy, że sztuczna inteligencja powinna być przedłużeniem indywidualnej ludzkiej woli i, w duchu wolności, powinna być dystrybuowana tak szeroko i równomiernie, jak to tylko możliwe”. Pierwsza siedziba OpenAI znajdowała się w Pioneer Building w Mission District w San Francisco. W 2022 OpenAI zmieniło siedzibę główną, ale pozostało w San Francisco.
W kwietniu 2016 OpenAI udostępniło do publicznego użytku wersję beta „OpenAI Gym”, swojej platformy do badań nad uczeniem przez wzmacnianie. W grudniu 2016 OpenAI udostępniło do publicznego użytku „Universe”, platformę programową do pomiaru i szkolenia ogólnej inteligencji AI w całej światowej podaży gier, stron internetowych i innych aplikacji.
W 2017 OpenAI wydało 7,9 mln dolarów, czyli jedną czwartą swoich wydatków funkcjonalnych, na samo przetwarzanie w chmurze. Dla porównania, całkowite wydatki DeepMind w 2017 roku wyniosły 442 mln dolarów. Latem 2018 roku samo szkolenie botów OpenAI w grze Dota 2 wymagało wynajęcia 128 000 procesorów i 256 procesorów graficznych od Google na wiele tygodni.
W 2018 Musk zrezygnował z zasiadania w zarządzie OpenAI, powołując się na „potencjalny przyszły konflikt interesów” ze swoją rolą dyrektora generalnego Tesli, ze względu na rozwój sztucznej inteligencji Tesli dla samojezdnych samochodów. Sam Altman twierdzi, że Musk uważał, że OpenAI pozostało w tyle za innymi graczami, takimi jak Google, a Musk zaproponował zamiast tego przejęcie samego OpenAI, co zarząd odrzucił. Musk następnie opuścił OpenAI, twierdził, że pozostaje darczyńcą, ale nie przekazał żadnych darowizn po swoim odejściu.

### od 2019: OpenAI for-profit
W 2019 roku, OpenAI Inc. ogłosiło powstanie spółki córki for-profit OpenAI LP, z zyskiem ograniczonym do 100-krotności wszelkich inwestycji. Argumentując powstanie spółki for-profit OpenAI tłumaczyło, że pozwoli to legalnie przyciągać inwestycje z funduszy venture, a dodatkowo umożliwia przyznawanie pracownikom udziałów w firmie, co w zamierzeniu ma zachęcić więcej osób do dołączenia do zespołu. Przed przekształceniem prawnie wymagane było publiczne ujawnienie wynagrodzeń najlepszych pracowników w OpenAI.
Nowa firma rozdała pracownikom akcje i ogłosiła pakiet inwestycyjny w wysokości 1 miliarda dolarów. Microsoft zainwestował i podjął współpracę. Od tego czasu systemy OpenAI działają na opartej na Azure platformie superkomputerowej firmy Microsoft.
OpenAI ogłosiło również zamiar komercyjnego licencjonowania swoich technologii. Altman stwierdził, że nawet miliard dolarów może okazać się niewystarczający, a laboratorium może ostatecznie potrzebować „więcej kapitału niż jakakolwiek organizacja non-profit kiedykolwiek zebrał”, aby osiągnąć ogólną sztuczną inteligencję.
Organizacja non-profit, OpenAI Inc, jest jedynym udziałowcem kontrolującym OpenAI LP. OpenAI LP, mimo że jest spółką for-profit, zachowuje formalną odpowiedzialność powierniczą wobec OpenAI Inc. Większość zarządu OpenAI Inc. nie może mieć udziałów finansowych w OpenAI LP. Ponadto, członkowie mniejszościowi mający udziały w OpenAI LP nie mogą brać udziału w niektórych głosowaniach ze względu na konflikt interesów.

#### 2020–2023: ChatGPT, DALL-E
W 2020 OpenAI korzystało z piątego najpotężniejszego superkomputera na świecie.
W 2020 roku OpenAI ogłosiło GPT-3, model językowy wytrenowany na dużych internetowych zbiorach danych. GPT-3 ma na celu odpowiadanie na pytania w języku naturalnym, ale może również tworzyć tłumaczenia między niektórymi językami i spójnie generować improwizowany tekst. Przy czym tekst wyglądający na spójny nie zawsze jest zgodny z rzeczywistością (tzw. halucynacje).
W 2021 roku OpenAI udostępnił DALL-E, model głębokiego uczenia, który może generować cyfrowe obrazy z opisów w języku naturalnym. Rok później dodana została również możliwość generowania domniemanej kontynuacji obrazu i ogólnie edycja z możliwością m.in. dorysowywania opisanych elementów na przesłanej fotografii.
W grudniu 2022 OpenAI uzyskał szeroki rozgłos w mediach, na całym świecie, po uruchomieniu bezpłatnego dostępu do ChatGPT, swojego nowego chatbota AI opartego na GPT-3.5. Według OpenAI, w ciągu pierwszych pięciu dni otrzymano ponad milion zgłoszeń.
23 stycznia 2023 Microsoft ogłosił nową wieloletnią inwestycję w OpenAI o wartości 10 mld US dolarów.
7 lutego 2023 roku Microsoft ogłosił, że wbudowuje technologię AI opartą na tym samym fundamencie co ChatGPT do Microsoft Bing, Edge, Microsoft 365 i innych produktów.
3 marca 2023 Reid Hoffman złożył rezygnację z funkcji w zarządzie OpenAI, powołując się na chęć uniknięcia konfliktu interesów między jego pracami w zarządzie w OpenAI a inwestycjami w firmy zajmujące się technologią sztucznej inteligencji za pośrednictwem Greylock Partners, a także swoją rolą jako współzałożyciel startup technologii sztucznej inteligencji Inflection AI. Hoffman pozostał w zarządzie Microsoftu, głównego inwestora w OpenAI.
14 marca 2023 OpenAI udostępniło nowy model GPT-4, zarówno jako interfejs API (z listą oczekujących), jak i jako płatną edycję czatu: ChatGPT Plus.
22 maja 2023 twórcy OpenAI – Sam Altman, Greg Brockman i Ilya Sutskever – opublikowali zalecenia dotyczące zarządzania superinteligencją. Uważają, że superinteligencja może się pojawić w ciągu najbliższych 10 lat, umożliwiając „dramatycznie pomyślniejszą przyszłość” i że „biorąc pod uwagę ryzyko egzystencjalne, nie możemy pozostawać bezczynni”. Proponują utworzenie międzynarodowej organizacji nadzorującej podobnej do MAEA, która nadzorowałaby systemy sztucznej inteligencji powyżej pewnego progu zdolności. Z drugiej strony sugerowali, że słabe systemy sztucznej inteligencji nie powinny być nadmiernie regulowane. Wzywają również do większej liczby badań nad bezpieczeństwem technicznym dla superinteligencji i proszą o większą koordynację, na przykład poprzez uruchomienie przez rządy wspólnego projektu, którego „wiele obecnych wysiłków staje się częścią”.
17 listopada 2023 Sam Altman stracił stanowisko dyrektora generalnego, a Greg Brockman złożył rezygnację. Ponad 700 spośród 770 pracowników tej firmy podpisało list otwarty, w którym zagrozili, że zbiorowo przejdą do Microsoftu, chyba że rada nadzorcza ponownie zatrudni Altmana i sama ustąpi ze stanowisk. 18 listopada 2023 roku pojawiły się informacje o rozmowach dotyczących powrotu Altmana na stanowisko CEO OpenAI pod presją inwestorów, takich jak Microsoft i Thrive Capital. Altman rozważał założenie nowej firmy z byłymi pracownikami OpenAI, jeśli rozmowy się nie powiodą. 19 listopada rozmowy zawiodły, a Altmana zastąpił Emmett Shear jako tymczasowy CEO. 20 listopada CEO Microsoftu, Satya Nadella, ogłosił, że Altman i Brockman dołączą do firmy, aby prowadzić nowy zespół badawczy w dziedzinie zaawansowanej AI, mimo niepowodzenia rozmów z OpenAI. 21 listopada, po kontynuowanych negocjacjach, Altman i Brockman powrócili do OpenAI na swoje poprzednie stanowiska z rekonstruowaną radą dyrektorów. 22 listopada pojawiły się doniesienia, że zwolnienie Altmana z OpenAI może być związane z jego rzekomym niewłaściwym zarządzaniem znaczącym przełomem w tajnym projekcie „Q*”, który miał na celu rozwijanie umiejętności AI w zakresie logiki i rozumowania matematycznego.

#### 2025
W marcu 2025 podpisano umowę na kwotę 11,9 mld USD pomiędzy OpenAI i CoreWeave, operatorem centrów danych specjalizującym się w infrastrukturze AI i wspieranym finansowo przez Nvidia. W ramach umowy, OpenAI uzyska dostęp do infrastruktury składającej się z 250 000 GPU.
W kwietniu 2025 OpenAI zyskał finansowanie o wartości 40 mld USD przy wycenie przedsiębiorstwa w wysokości 300 mld USD. Finansowaniu przewodził SoftBank. Ok 18 mld USD z całej kwoty finansowania ma zostać przeznaczone na rozwój infrastruktury w ramach projektu Stargate, a warunkiem finansowania jest przejście OpenAI ze statusu non-profit na for-profit.

## Osoby zaangażowane w tworzenie OpenAI

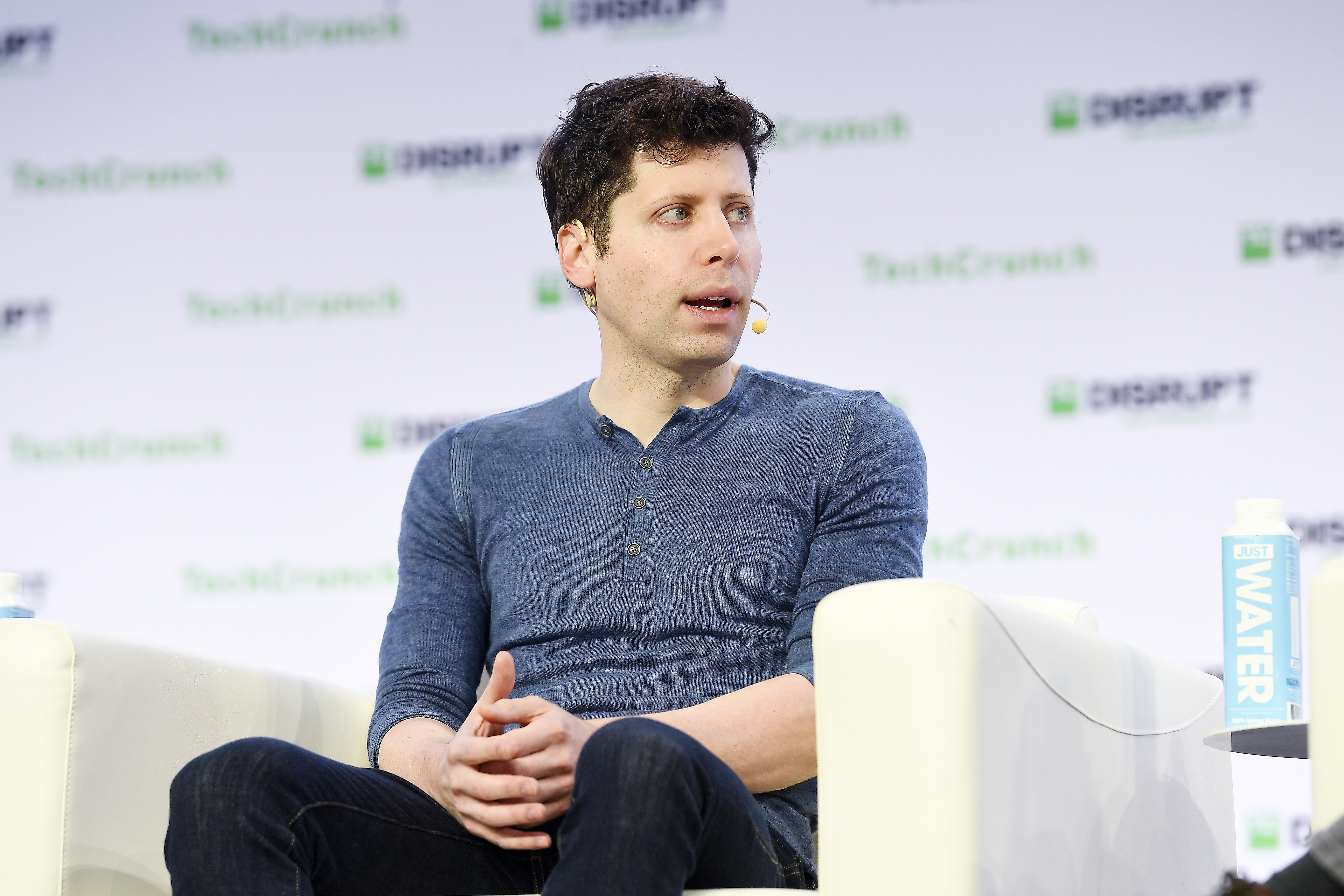
Sam Altman, CEO i współzałożyciel OpenAI

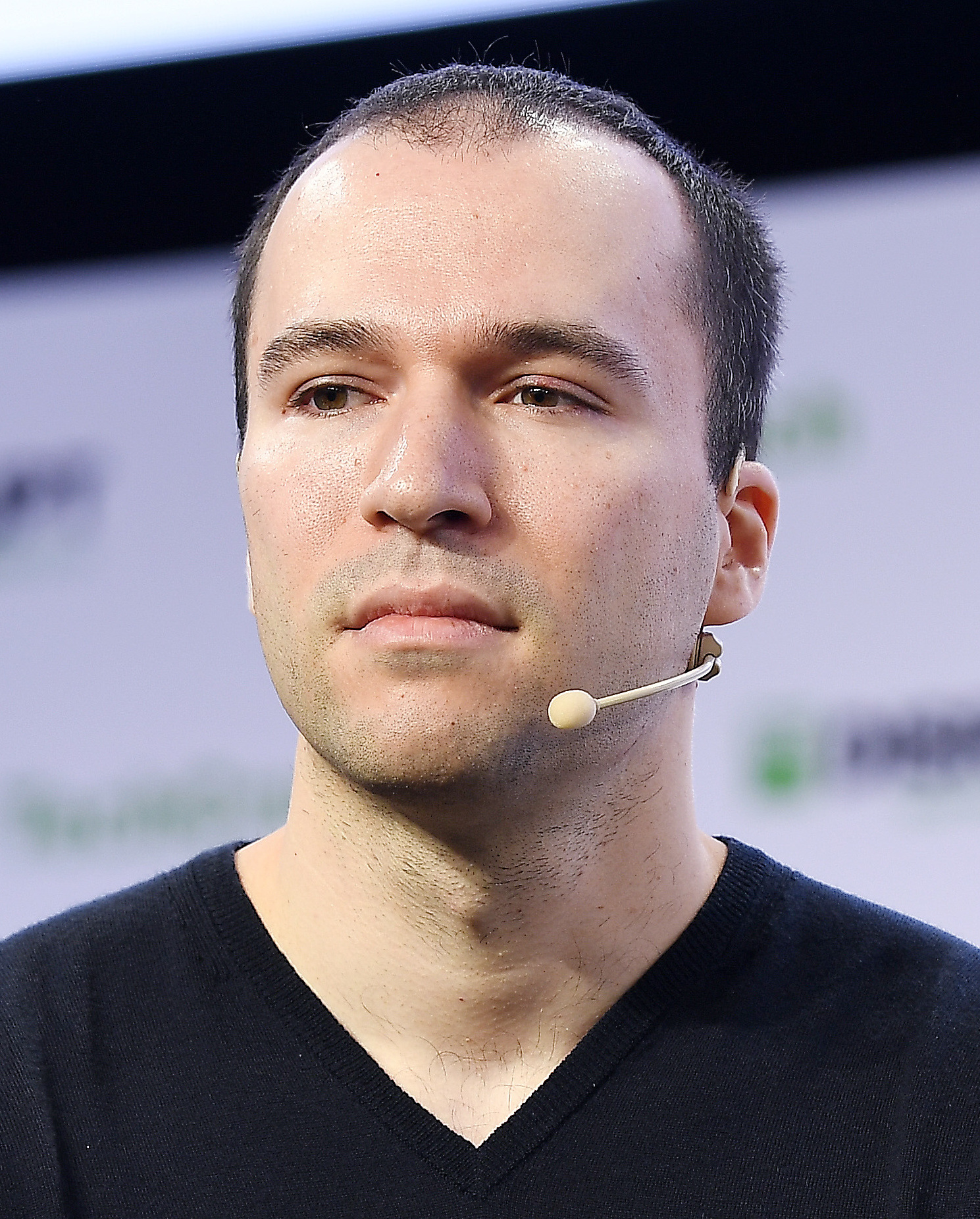
Greg Brockman, prezes (Dyrektor Generalny) OpenAI

Najważniejsi w zarządzaniu:
- Sam Altman, CEO[60] i współzałożyciel, wcześniej prezes inkubatora starupów technologicznych Y Combinator
- Greg Brockman, prezes, przewodniczacy[61] i współzałożyciel OpenAI, wcześniej CTO (Chief Technology Officer) w Stripe(inne języki)
- Ilya Sutskever, Naczelny Naukowiec (Chief Scientist) i współzałożyciel, uprzednio ekspert Google ds. uczenia maszynowego[62]
- Mira Murati, CTO (Chief Technology Officer)[61], uprzednio w Leap Motion i Tesla, Inc.
- Brad Lightcap, COO (Chief Operating Officer)[61], uprzednio w Y Combinator i JPMorgan Chase

Zarząd organizacji non-profit OpenAI:
- Greg Brockman
- Ilya Sutskever
- Sam Altman
- Adam D’Angelo
- Will Hurd
- Tasha McCauley
- Helen Toner
- Shivon Zilis

Inwestorzy indywidualni:
- Reid Hoffman, współzałożyciel LinkedIn[63]
- Peter Thiel, współzałożyciel PayPal[63]
- Jessica Livingston, partner wspierający Y Combinator

Inwestorzy korporacyjni:
- Microsoft[26]
- Khosla Ventures[5]
- Infosys[64]

## Produkty i zastosowania
Od 2021 r. badania OpenAI koncentrują się na uczeniu przez wzmacnianie (RL). OpenAI jest postrzegane jako ważny konkurent DeepMind.

### Gym
Ogłoszony w 2016 Gym ma na celu zapewnienie łatwego do wdrożenia testu wzorcowego dla ogólnej SI w wielu różnych środowiskach – podobnego, ale szerszego niż ImageNet Large Scale Visual Recognition Challenge, który stosowany jest w badaniach nad uczeniem nadzorowanym. Ma on na celu standaryzację sposobu definiowania środowisk w publikacjach dotyczących badań nad sztuczną inteligencją, tak aby opublikowane badania stały się bardziej powtarzalne.
Od czerwca 2017 Gym może być używany tylko z Pythonem. Od września 2017 strona z dokumentacją Gym nie była prowadzona, a aktywne prace przeniosły się na serwis GitHub.

### RoboSumo
Udostępnione w 2017 roku RoboSumo to wirtualny świat,
w którym humanoidalne uczące się roboty początkowo nie wiedzą nawet, jak chodzić, ale mają za zadanie nauczyć się poruszać i wypchnąć przeciwnika z ringu. Technologia procesu uczenia się jest demonstrowana poprzez wirtualne zapasy sumo.
Wirtualni zapaśnicy wykorzystują sprytne podejście do uczenia się w szybko zmieniającym się środowisku podczas walki z przeciwnikiem. Agenci wykorzystują formę uczenia się ze wzmocnieniem, czyli technikę inspirowaną sposobem, w jaki zwierzęta uczą się poprzez informacje zwrotne. Technika ta okazała się przydatna w szkoleniu komputerów do grania w gry i kontrolowania robotów.

### Boty w grach wideo i testy porównawcze

#### OpenAI Five
OpenAI Five to nazwa zespołu pięciu botów stworzonych przez OpenAI,  używanych w konkurencyjnej grze wideo Dota 2, w której uczą się grać przeciwko ludzkim graczom na wysokim poziomie umiejętności całkowicie za pomocą algorytmów prób i błędów. Zanim zespół stał się pięcioosobową drużyną, pierwsza publiczna demonstracja miała miejsce podczas
The International 2017, corocznego premierowego turnieju mistrzowskiego w grze, w którym Dendi, profesjonalny ukraiński gracz, przegrał, w pojedynku nażywo, jeden na jeden. Po meczu, Greg Brockman wyjaśnił, że bot uczył się grając przeciwko sobie przez dwa tygodnie w czasie rzeczywistym, a oprogramowanie uczące się było krokiem w kierunku stworzenia oprogramowania, które może obsługiwać złożone zadania, takie jak decyzje chirurga. W pracach  testowania Dota 2 służących doskonaleniu działania sztucznej inteligencji brali udział polscy naukowcy, informatycy, m.in.ː Jakub Pachocki, Szymon Sidor, Wojciech Zaremba, i inni.
System wykorzystuje formę uczenia się ze wzmocnieniem, ponieważ boty uczą się z czasem, grając przeciwko sobie setki razy dziennie przez miesiące i są nagradzane za takie działania, jak zabicie wroga i zajęcie celów mapy.
Do czerwca 2018 r. zdolność botów rozszerzyła się, aby grać razem jako pełna pięcioosobowa drużyna i były one w stanie pokonać drużyny amatorów i półprofesjonalnych graczy. Na
The International 2018, OpenAI Five zagrał w dwóch meczach pokazowych z profesjonalnymi graczami, ale ostatecznie przegrał oba mecze. W kwietniu 2019 OpenAI Five pokonał OG, ówczesnych mistrzów świata w grze, 2:0 w meczu pokazowym na żywo w San Francisco. Ostatni publiczny występ botów miał miejsce później w tym samym miesiącu, gdzie zagrali w 42 729 meczach w czterodniowych otwartych zawodach online, wygrywając 99,4% z nich.

#### GYM Retro
Wydana w 2018 Gym Retro to platforma do badań nad RL w grach wideo. Gym Retro służy do badania algorytmów RL i uogólniania badań. Wcześniejsze badania nad RL koncentrowały się głównie na optymalizacji agentów do rozwiązywania pojedynczych zadań. Gym Retro daje możliwość rozszerzenia wniosków na bazie gier o podobnych koncepcjach, ale różnym wyglądzie.

### Debate Game
W 2018 OpenAI uruchomiło Debate Game, która uczy maszyny debatować nad zabawkowymi problemami przed ludzkim sędzią. Celem jest zbadanie, czy takie podejście może pomóc w audycie decyzji podejmowanych przez sztuczną inteligencję i w opracowaniu wyjaśnialnej sztucznej inteligencji.

### Dactyl
Opracowany w 2018 Dactyl wykorzystuje uczenie maszynowe do trenowania Shadow Hand, ludzkiej ręki robota, do manipulowania obiektami fizycznymi. Uczy się on całkowicie w symulacji przy użyciu tych samych algorytmów RL i kodu treningowego co OpenAI Five. OpenAI rozwiązało problem orientacji obiektowej poprzez wykorzystanie randomizacji domeny, podejścia symulacyjnego, które wystawia uczącego się na różnorodne doświadczenia, zamiast próbować dopasować się do rzeczywistości. Zestaw dla Dactyl, oprócz kamer śledzących ruch, posiada również kamery RGB, które pozwalają robotowi manipulować dowolnym obiektem, widząc go. W 2018 OpenAI pokazało, że system był w stanie manipulować sześcianem i ośmiokątnym pryzmatem.
W 2019 OpenAI zademonstrowało, że Dactyl może rozwiązać kostkę Rubika. Robot był w stanie rozwiązać łamigłówkę w 60% przypadków. Obiekty takie jak kostka Rubika wprowadzają złożoną fizykę, która jest trudniejsza do modelowania. OpenAI rozwiązał ten problem, poprawiając odporność Dactyla na perturbacje; zastosowali technikę zwaną
Automatic Domain Randomization (ADR), podejście symulacyjne, w którym coraz trudniejsze środowiska są generowane bez końca. ADR różni się od ręcznej randomizacji domen tym, że nie wymaga od człowieka określania zakresów randomizacji.

### API
W czerwcu 2020 OpenAI ogłosiło wielofunkcyjny interfejs API, który, jak podają autorzy „umożliwia dostęp do nowych modeli sztucznej inteligencji opracowanych przez OpenAI”, aby umożliwić programistom wywoływanie go w celu wykonania „dowolnego zadania sztucznej inteligencji w języku angielskim”.

### Generatywne modele tekstowe

#### Pierwotny model GPT OpenAI („GPT-1”)

Architektura modelu GPT.

Badacze OpenAIː Radford, Narasimhan, Salimans, Sutskever w 2018 opublikowali artykuł, opisujący pierwszy model GPT, który pokazał w jaki sposób generatywny model języka jest w stanie zdobywać wiedzę o świecie i przetwarzać zależności dalekiego zasięgu poprzez wstępne uczenie na zróżnicowanym korpusie z długimi odcinkami ciągłego tekstu.

#### GPT-2
Generative Pre-trained Transformer 2 (GPT-2) to nienadzorowany model języka transformatorowego i następca oryginalnego modelu GPT OpenAI („GPT-1”). GPT-2 został po raz pierwszy ogłoszony w lutym 2019 r., przy czym początkowo publicznie udostępniono jedynie ograniczone wersje demonstracyjne.
Pełna wersja GPT-2 początkowo nie została wydana z obawy o potencjalne nadużycia, w tym aplikacje do pisania fałszywych wiadomości (fake news). Niektórzy eksperci wyrazili sceptycyzm, że GPT-2 stanowi znaczące zagrożenie. Allen Institute for Artificial Intelligence zareagował na GPT-2 narzędziem do wykrywania „neuronowych fałszywych wiadomości”. Inni badacze, tacy jak Jeremy Howard, ostrzegali przed „technologią całkowitego wypełnienia Twittera, e-maili i sieci rozsądnie brzmiącą, odpowiednią do kontekstu prozą, która zagłuszyłaby wszystkie inne wypowiedzi i byłaby niemożliwa do odfiltrowania”. W listopadzie 2019 OpenAI wydało pełną wersję modelu językowego GPT-2. Kilka stron internetowych zawiera interaktywne demonstracje GPT-2 i innych modeli.
Autorzy GPT-2 twierdzą, że nienadzorowane modele językowe są uczącymi się modelami ogólnego przeznaczenia, co zostało zilustrowane osiągnięciem przez GPT-2 najlepszej wówczas dokładności i perpleksji w 7 z 8 zadań typu zero-shot (tj. model nie był dalej szkolony na żadnych przykładach wejścia-wyjścia specyficznych dla zadania).

#### GPT-3
Generative Pre-trained Transformer 3 (GPT-3), to kolejna generacja GPT, wydana w maju 2020 roku. Model GPT zyskał wówczas na popularności dzięki zastosowaniu w usłudze ChatGPT.
GPT-3 jest modelem językowym trenowanym w sposób nienadzorowany. Firma OpenAI ogłosiła, że pełna wersja GPT-3 zawiera aż 175 miliardów parametrów, czyli dwa rzędy wielkości więcej niż pełna wersja GPT-2.
OpenAI zwróciło uwagę, że skalowanie modeli językowych może zbliżać się lub napotykać na podstawowe ograniczenia możliwości modeli językowych. Trenowanie GPT-3 wymagało kilka tysięcy petaflopów/s-dni obliczeń, w porównaniu do kilkudziesięciu petaflopów/s-dni dla pełnego modelu GPT-2.
Podobnie jak w przypadku poprzednika, pełny model GPT-3 nie został udostępniony w całości publicznie. W czerwcu 2020 OpenAI udostępniło dostęp za pośrednictwem wspomnianego wyżej interfejsu API. Dodatkowo 23 września 2020 roku Microsoft uzyskał komercyjną licencję na użycie model GPT-3 w swoich usługach. Twórcy OpenAI zadeklarowali, że nie będzie to miało wpływy na dostępność GPT-3 dla już oferowanych usług.

#### Codex
Codex został ogłoszony przez OpenAI 10 Sierpnia 2021. Jest potomkiem modelu GPT-3. Został zaprojektowany do tłumaczenia języka naturalnego na kod programistyczny i jest podstawą narzędzia GitHub Copilot, stworzonego we współpracy z GitHub. Codex został przeszkolony na miliardach linii kodu źródłowego z publicznie dostępnych źródeł, w tym repozytoriów GitHub. Jest biegły w ponad tuzinie języków programowania, z największą skutecznością w Pythonie, i posiada 14KB pamięci dla kodu Python, co jest trzykrotnie większe niż w przypadku GPT-3.
Główną zaletą OpenAI Codex jest jego zdolność do interpretowania prostych poleceń w języku naturalnym i wykonywania ich w imieniu użytkownika, co umożliwia tworzenie interfejsów w języku naturalnym dla istniejących aplikacji. Model ten może być stosowany do różnorodnych zadań programistycznych, takich jak transpilacja, wyjaśnianie kodu czy refaktoryzacja. OpenAI udostępniło Codex w prywatnej wersji beta poprzez swoje API, początkowo oferując go za darmo. Firma planuje stopniowo rozszerzać dostęp do modelu, jednocześnie dbając o bezpieczeństwo i monitorując jego wpływ na świat technologii.

#### GPT-4
14 marca 2023 OpenAI ogłosiło wydanie Generative Pre-trained Transformer 4 (GPT-4), zdolnego do przyjmowania danych wejściowych w postaci tekstu lub obrazu. OpenAI ogłosiło, że zaktualizowana technologia zdała symulowany egzamin adwokacki w szkole prawniczej z wynikiem w grupie 10% najlepszych zdających; dla porównania, poprzednia wersja, GPT-3.5, uzyskała wynik w grupie 10% najniższych wyników. GPT-4 może również czytać, analizować lub generować do 25 000 słów tekstu i pisać kod we wszystkich głównych językach programowania.

#### GPT-4o
13 maja 2024 roku OpenAI ogłosiło i wydało GPT-4o, który może przetwarzać i generować tekst, obrazy i dźwięk. GPT-4o osiągnął lepsze wyniki w teście porównawczym Massive Multitask Language Understanding (MMLU), uzyskując w nim 88,7%, podczas gdy GPT-4 uzyskał 86,5%[niewiarygodne źródło?].
18 lipca 2024 roku OpenAI wydało GPT-4o mini, mniejszą wersję GPT-4o zastępującą GPT-3.5 Turbo w interfejsie ChatGPT. Koszty jego API wynoszą 0,15 dolara za milion tokenów wejściowych i 0,60 dolara za milion tokenów wyjściowych, w porównaniu do odpowiednio 5 i 15 dolarów dla GPT-4o. OpenAI spodziewa się, że będzie on szczególnie przydatny dla przedsiębiorstw, startupów i deweloperów poszukujących możliwości automatyzacji usług za pomocą agentów AI.

#### o1
12 września 2024 roku OpenAI wypuściło modele o1-preview i o1-mini, które zostały zaprojektowane tak, aby poświęcać więcej czasu na przetwarzanie pytania i odpowiedzi, co ma prowadzić do wyższej dokładności, zwłaszcza w niektórych rodzajach problemów. Modele te są szczególnie skuteczne w zadaniach związanych z naukami ścisłymi, programowaniem i rozumowaniem, i zostały udostępnione członkom ChatGPT Plus[niewiarygodne źródło?].

#### o3
20 grudnia 2024 roku OpenAI zaprezentowało o3, następcę modelu rozumowania o1. OpenAI udostępniło również o3-mini, lżejszą i szybszą wersję o3. Do 10 stycznia 2025 roku badacze zajmujący się bezpieczeństwem mieli możliwość ubiegania się o wczesny dostęp do tych modeli. Model otrzymał nazwę o3, a nie o2, aby uniknąć skojarzeń z dostawcą usług telekomunikacyjnych O2.

### Generatywne modele wideo
Sora jest modelem generatywnej sztucznej inteligencji mogącej generować filmy. Demonstracja pierwszych filmów odbyła się w lutym 2024 roku, a w grudniu odbyło się udostępnienie publiczne modelu Sora.

### Zastosowania wojskowe
Do 10 stycznia 2024 roku zasady użytkowania ChatGPT zawierały klauzulę zakazującą używania usługi do celów wojskowych. OpenAI nie wystosował oficjalnego oświadczenia o zmianie polityki usuwającej stwierdzenia o użyciu ChatGPT w celach wojskowych. W styczniu tego samego roku OpenAI poinformowało o nawiązaniu współpracy z Pentagonem w zakresie cyberbezpieczeństwa, a w grudniu poinformowało o nawiązaniu  współpracy z Anduril Industries w celu opracowania systemu antydronowego dla armii USA i krajów sojuszniczych. W październiku 2024 media poinformowały o tym, że rozwiązania OpenAI są niezbędne dla misji USAFRICOM.